# Xanthomyias
A Xanthomyias a madarak (Aves) osztályának verébalakúak (Passeriformes) rendjébe és a királygébicsfélék (Tyrannidae) családjába tartozó nem.
Besorolásuk vitatott, a Phyllomyias és a Mecocerculus nemekből lettek leválasztva, a rendszerezők nagyobb része még nem fogadta el.

## Rendszerezésük
A nembe az alábbi fajok tartoznak:
- Xanthomyias virescens vagy Phyllomyias virescens
- Xanthomyias reiseri vagy Phyllomyias reiseri
- Xanthomyias urichi vagy Phyllomyias urichi
- Xanthomyias sclateri vagy Phyllomyias sclateri
- Xanthomyias plumbeiceps vagy Phyllomyias plumbeiceps
- Xanthomyias poecilocercus vagy Mecocerculus poecilocercus
- Xanthomyias hellmayri vagy Mecocerculus hellmayri
- Xanthomyias stictopterus vagy Mecocerculus stictopterus
- Xanthomyias calopterus vagy Mecocerculus calopterus
- Xanthomyias minor vagy Mecocerculus minor